# Uniwersytet w Dubrowniku
Uniwersytet w Dubrowniku (chorw. Sveučilište u Dubrovniku) – chorwacka publiczna szkoła wyższa, zlokalizowana w Dubrowniku. 
Uniwersytet został założony w 2003, ale nawiązuje do założonego w 1624 roku przez jezuitów Collegium Ragusinum, w którym kształcił się między innymi Ruđer Josip Bošković. Tradycyjnymi dziedzinami, które studiowali młodzi arystokraci w Republice Raguzy były nawigacja morska oraz handel. 
W 1991 roku w Dubrowniku utworzono Wydział Morski, ale w 1988 roku został on włączony w strukturę Uniwersytetu w Splicie. 
W skład uczelni wchodzą następujące jednostki:
- Wydział Akwakultury
- Wydział Ekonomii
- Wydział Elektrotechniki i Technologii Informacyjnych
- Wydział Inżynierii
- Wydział Mass Mediów
- Wydział Morski
- Wydział Sztuki i Konserwacji Zabytków.